# 飯山駅

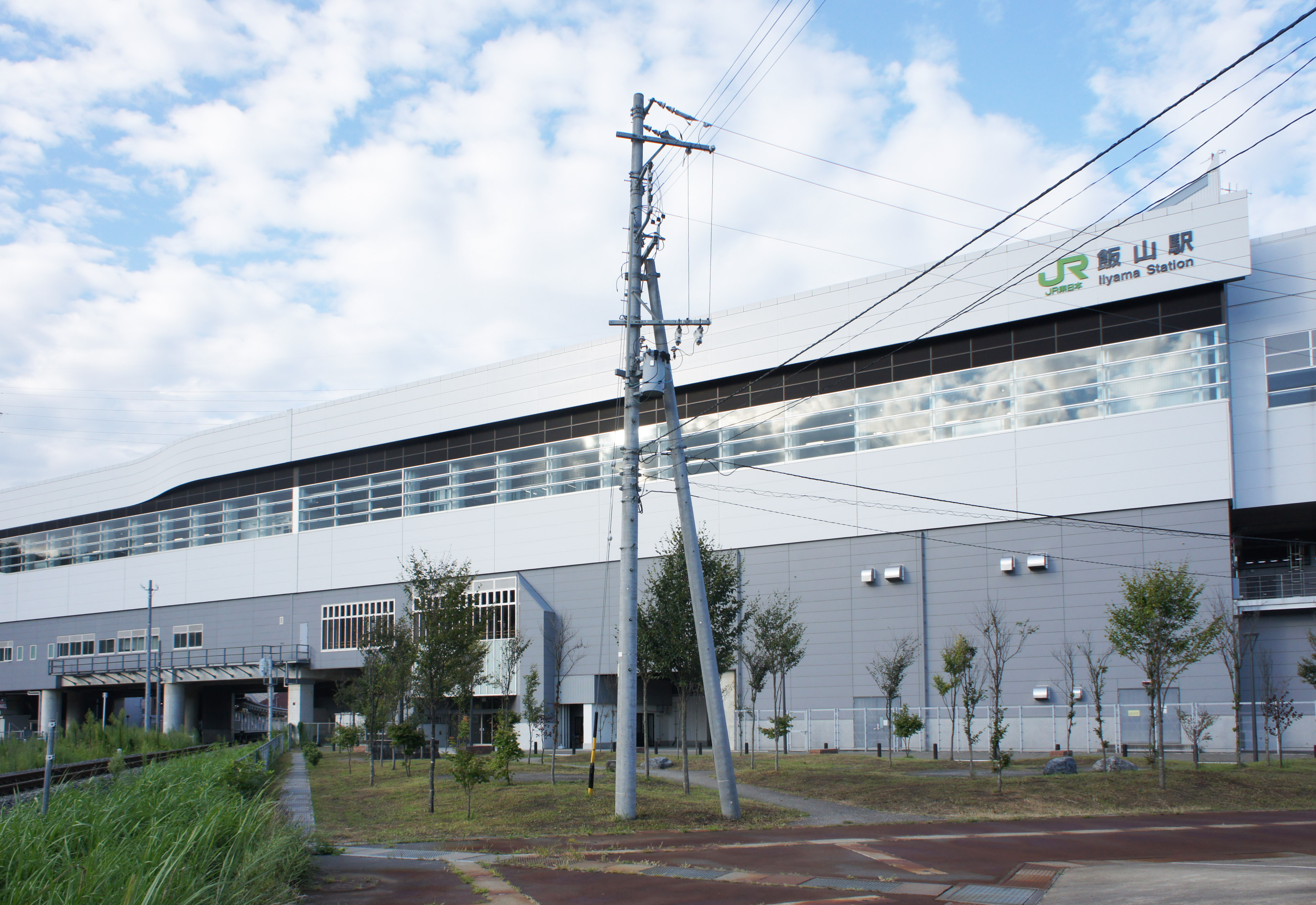
南口（2021年8月）

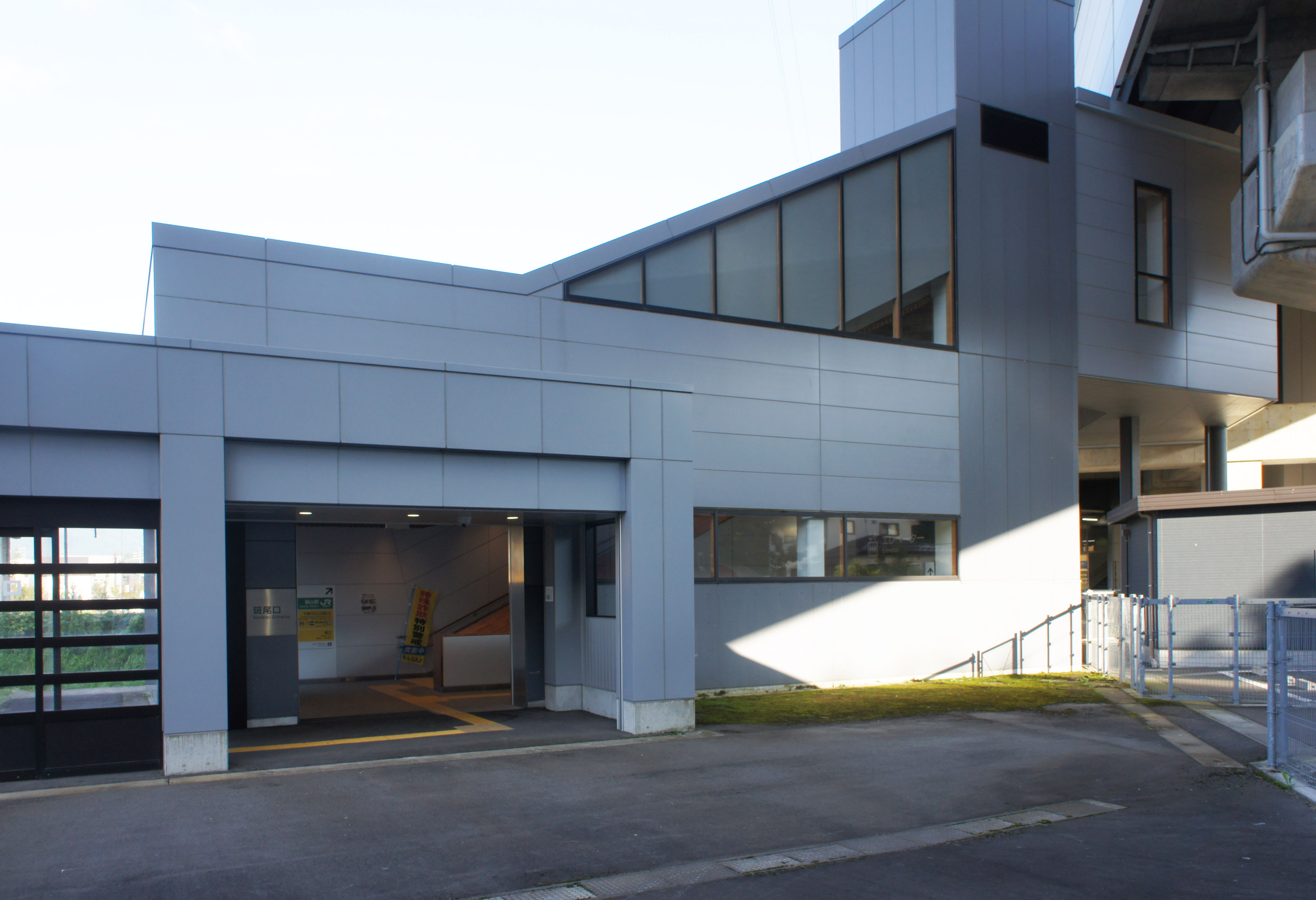
斑尾口（2021年8月）

飯山駅（いいやまえき）は、長野県飯山市大字飯山にある、東日本旅客鉄道（JR東日本）の駅。

## 概要
飯山市の中心駅であり、飯山線の主要駅の一つである。新幹線の経由地が旧駅舎の南側約300メートルに位置し、かつ旧駅舎周辺の空間が狭小であった事などから、乗り継ぎの利便性向上と、旧駅舎付近を経由予定地としている長野県道97号飯山斑尾新井線のバイパス（都市計画道路斑尾線）建設に伴う駅構内の保守基地の機能集約を目的として、JR東日本と県、市では駅舎の移設工事を進め、2014年（平成26年）11月9日の始発列車から、旧駅舎より豊野方約300メートルの場所に位置する現駅舎の運用が開始された。
近隣に野沢温泉スキー場や斑尾高原スキー場といったスキー場を有するため、冬期間は新幹線利用者の8割がスキー客であり、乗車・降車共に東京方面が9割を占めている。また、土日祝の利用者が多く（平日はその3割）、各スキー場へと乗り入れるバスを待つ行列ができる場合がある。
事務管コードは▲511606を使用している。

### 乗り入れ路線
北陸新幹線と在来線の飯山線が乗り入れ、2路線が接続する駅となっている。
元々は飯山線のみが乗り入れており、1982年（昭和57年）には北陸新幹線の長野 - 富山間が当駅を通るルートとなっていた。しかしながら、のちにコスト削減の流れが強まり、なおかつ当駅を通らないミニ新幹線の構想が浮上したため、地元住民や国会議員などの働きかけにより現在のルートに落ち着いた経緯がある。
2015年（平成27年）3月14日の北陸新幹線（長野新幹線）の長野駅 - 金沢駅間延伸開業により、当駅も停車駅の1つとなった。
なお、北陸新幹線（長野新幹線）の延伸開業時に運行を開始した定期列車のうち、速達タイプの「かがやき」は全列車が当駅を通過し、停車タイプの「はくたか」は計15往復（東京 - 金沢間14往復、長野 - 金沢間1往復）のうち12往復（東京 - 金沢間11往復、長野 - 金沢間1往復）が当駅に停車する。上り（長野・東京方面）の定期列車はいずれも金沢駅始発で当駅の上り始発列車は7時台となることから、利便性確保のため上越妙高駅始発・長野駅終着の上り臨時「はくたか」が通年運転の臨時列車として平日朝に2本設定され、長野駅で後続の「かがやき」や「あさま」への乗り換えが可能となっている。新幹線延伸開業時のダイヤにおける主要駅間の最速所要時間は、当駅 - 東京駅間が1時間39分、当駅 - 金沢駅間が1時間15分である。
長野駅までは北陸新幹線と飯山線がほぼ並行しているが、豊野駅 - 長野駅間は別会社であるしなの鉄道の路線であるため、新幹線経由の乗車券で在来線を乗車すること（またはその逆）はできない。

## 歴史
- 1921年（大正10年）10月20日：飯山鉄道・豊野駅 - 当駅間の開通に伴い開業[13]。
- 1923年（大正12年）7月6日：飯山鉄道・当駅 - 桑名川駅間延伸開業に伴い、途中駅となる[14]。
- 1944年（昭和19年）6月1日：飯山鉄道の国有化に伴い、国有鉄道飯山線の駅となる[15]。
- 1949年（昭和24年）6月1日：日本国有鉄道法の施行に伴い、日本国有鉄道（国鉄）に継承。
- 1982年（昭和57年）10月31日：貨物の取り扱いを廃止[16]。
- 1984年（昭和59年）2月1日：荷物の扱いを廃止[17]。
- 1987年（昭和62年）
  - 2月7日：みどりの窓口を開設[新聞 3]。
  - 4月1日：国鉄分割民営化により、 東日本旅客鉄道（JR東日本）の駅となる[17]。
- 2008年（平成20年）6月：北陸新幹線のうち、当駅周辺を含む飯山市中心部の高架部が起工。
- 2012年（平成24年）4月1日：駅構内にあった飯山線営業所が廃止[18]。
- 2014年（平成26年）
  - 7月5日 - 7月6日：当駅の線路切り替え工事を実施[注 3][報道 6]。
  - 11月8日 - 11月9日：当駅の線路切り替え工事を実施[注 3][報道 7]。11月9日には、当駅が豊野側に約300メートル移転。現駅舎のうち在来線駅と千曲川口広場の供用を開始[報道 1]。
  - 12月20日：千曲川口広場の工事の進展に伴い、一般車の乗り入れが可能になるとともに正規のバス乗り場の供用を開始[報道 8]。
- 2015年（平成27年）3月14日：北陸新幹線・長野駅 - 金沢駅間の開業により、新幹線駅の供用を開始。また、南口広場と斑尾口広場の供用を開始[報道 9]。
- 2016年（平成28年）3月26日：北陸新幹線でSuica FREX/FREXパルが利用できるようになる[報道 10]。
- 2020年（令和2年）3月14日：新幹線eチケットサービスを開始[報道 11]。
- 2021年（令和3年）
  - 3月13日：タッチでGo!新幹線のサービスを開始[報道 12]。
  - 11月30日：みどりの窓口の営業を終了[5]。
  - 12月1日：話せる指定席券売機を導入[5]。

## 駅構造
現駅舎は2014年（平成26年）11月9日に運用が開始された。
駅舎のデザイン原案は「『雄大な大地と伝統美を感じさせる駅』 - 雪と伝統文化の融和」で、山並みに囲まれた飯山市の自然と伝統文化を現したものである。外壁は飯山の伝統工芸品である和紙「内山紙（うちやまがみ）」を広げた状態をイメージしたもので、連続した白いルーバーと緩やかな曲線を用い、雪山の美しさと和紙の持つ柔らかな伝統美を表現しつつ、新幹線のスピード感と安全性を表現したものとなっている。
駅舎には、飯山市や周辺市町村とJR東日本グループが駅利用者や観光客の利便性向上を目的として共同で整備した複合施設が設けられている。1階自由通路沿いには、コンビニエンスストア「NewDays」、駅ナカ酒場「えっぺ」が営業しているほか、中2階フロアには喫茶軽食スペースの「パノラマテラス」、2階自由通路には飯山市に隣接する木島平村の名産品や弁当等を販売する「NKマート」、飯山線の観光列車「おいこっと」の運転日限定で営業する「おいこっとマルシェ」といったテナントがそれぞれ出店している。
駅舎2階のコンコースには自動券売機、指定席券売機、話せる指定席券売機が設置されており、地平部の1階と階段によって連絡しているほか、バリアフリー対策としてエレベーターが千曲川口および斑尾口にそれぞれ1基ずつ、エスカレーターは千曲川口に上下1基ずつ設置されている。

### 飯山駅観光交流センター
飯山市では千曲川口（後述）に合築する形で、駅利用者の利便性向上を目的に交流施設の整備を進めており、現駅舎の運用開始に合わせて当施設も供用を開始した。この施設は飯山市と、同市を中心とする長野県北部8市町村と新潟県妙高市の計9市町村によって構成される信越9市町村広域観光連携会議（信越自然郷）が共同で運営管理を行っている。
センターは千曲川口側の出入口およびコンコースへの昇降施設の機能を兼ねるため、開館時間は駅の営業時間に準じ、始発列車の発車30分前から最終列車の到着時刻までとなっている。1階と中2階の間はらせん階段により連絡しているのをはじめ、バリアフリー対策として1階と2階を結ぶエスカレーター上下各1基が設置されているほか、1階のトイレにはオストメイト対応の多機能トイレが併設されている。前述のように駅舎棟の改札外にはエスカレーターが設置されていないため、このセンター内の設備を利用することになる。
センター内には観光案内所や待合ホールなどが備えられ、駅舎コンコースと直結する2階には市域東側に広がる山並みを眺望できるスペースが設けられている。
- 各階の主な施設[報道 9]
  - 1階

信越自然郷 飯山駅観光案内所、信越自然郷アクティビティセンター、トイレ（男女）、多機能トイレ
  - 中2階

パノラマテラス（交流ホール）、空中通路
  - 2階

展望スペース

### 新幹線
2015年（平成27年）3月14日から運用を開始した新幹線ホームは、駅舎3階に相対式ホーム2面2線を有する高架構造で、通過線はなく、ホームドア（可動式安全柵）が設置されている。ホーム長は312メートルを有し、新幹線車両（1両あたり25メートル）12両編成までに対応している。バリアフリー対策として、エレベーター各1基、エスカレーター上下各1基が設置されている。
当駅と上越妙高駅間にあるトンネル「飯山トンネル」は、北陸新幹線内で最も長いトンネルである。

### 在来線
駅舎移転時より運用中の在来線ホームは、地平部に島式ホーム1面2線を有する地上駅で、駅舎2階と接続する橋上構造となっている。ホームは有効長87メートルを有し、20メートル級在来線車両4両編成までに対応している。ホームの北側には保線基地があり、除雪車用の車庫や留置線を備えている。
改札口は有人改札で、Suicaなどの交通系ICカードはサービスエリア外につき、利用できない。在来線コンコースと新幹線コンコースを直接つなぐ新幹線連絡改札口は設置されておらず、飯山線と新幹線の乗換は改札外乗換となる。改札内コンコースにはバリアフリー対策としてエレベーター1基が設置されているほか、トイレにはオストメイト対応の多機能トイレが併設されている。
直営駅（駅長配置）で、管理駅として飯山線の信濃浅野駅 - 森宮野原駅間の各駅を管理している。
なお、飯山線の途中駅では唯一、発車ベルの設備がある。

### のりば
| 番線              | 路線       | 方向 | 行先                     |
| ----------------- | ---------- | ---- | ------------------------ |
| 新幹線 高架ホーム |            |      |                          |
| 11                | 北陸新幹線 | 上り | 長野・高崎・東京方面     |
| 12                | 北陸新幹線 | 下り | 富山・金沢・敦賀方面     |
| 在来線 地上ホーム |            |      |                          |
| 1・2              | ■飯山線    | 上り | 長野方面                 |
| 1・2              | ■飯山線    | 下り | 戸狩野沢温泉・十日町方面 |

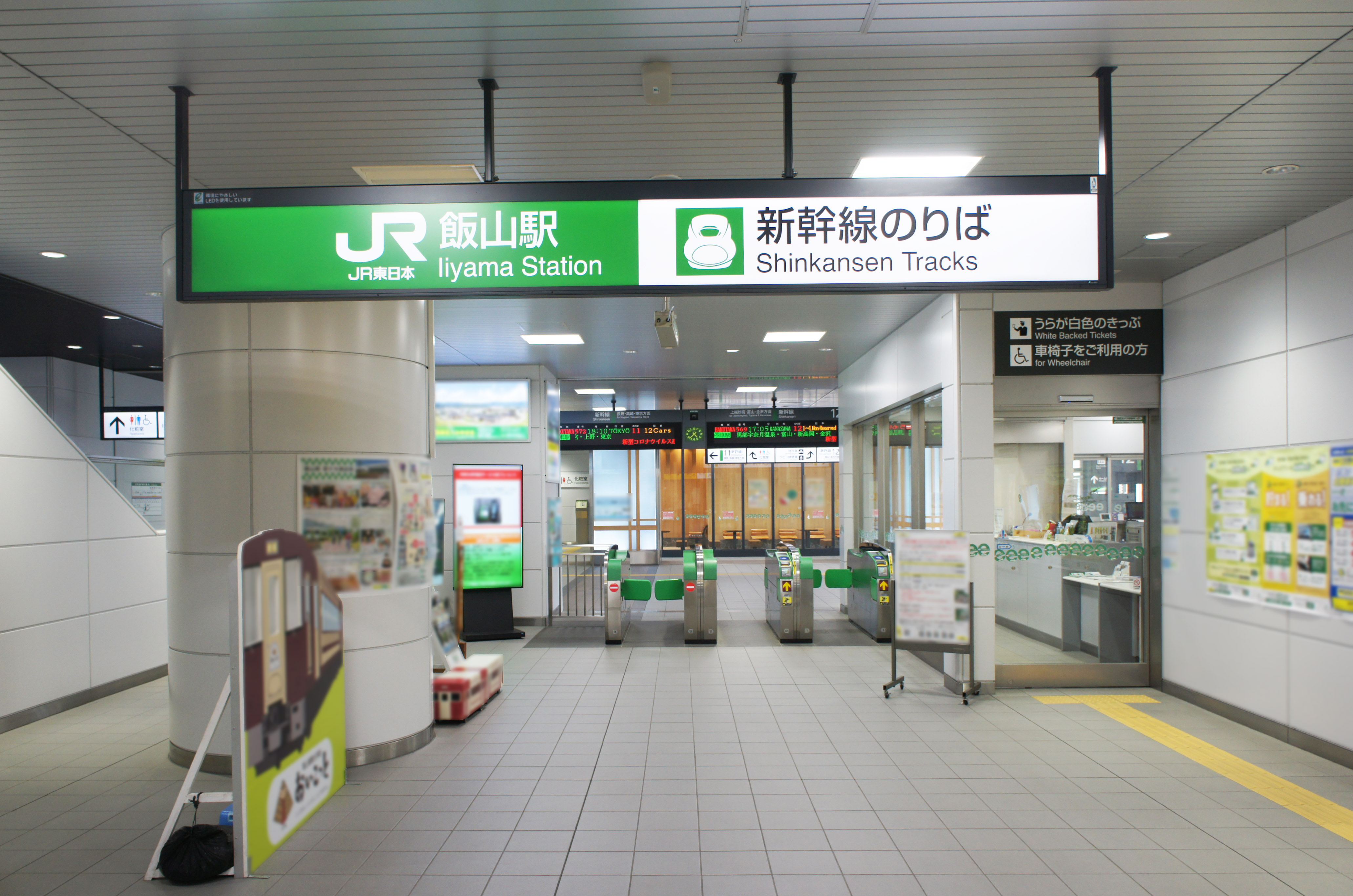
新幹線改札口（2021年8月）
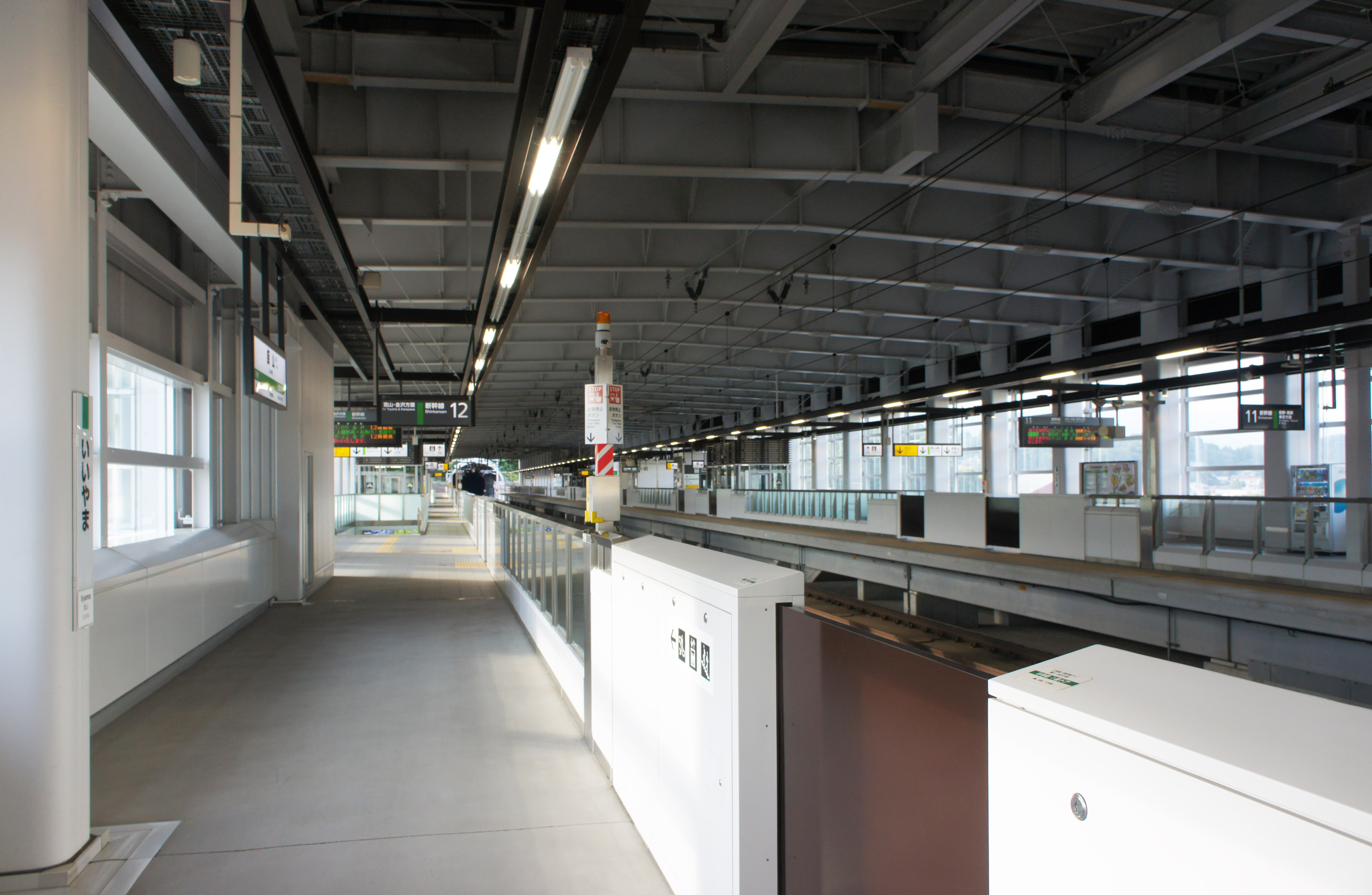
新幹線ホーム（2021年8月）
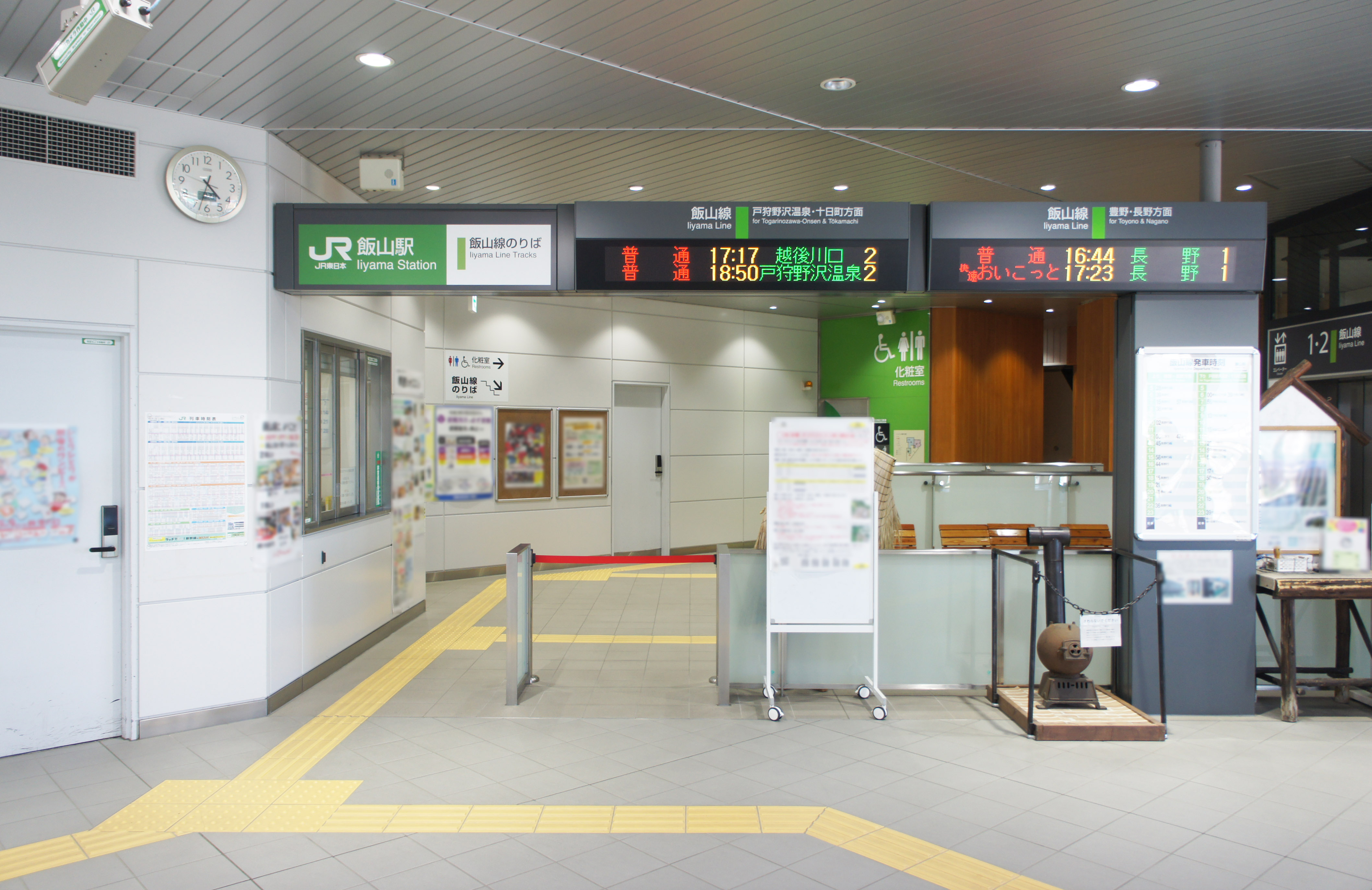
在来線改札口（2021年8月）
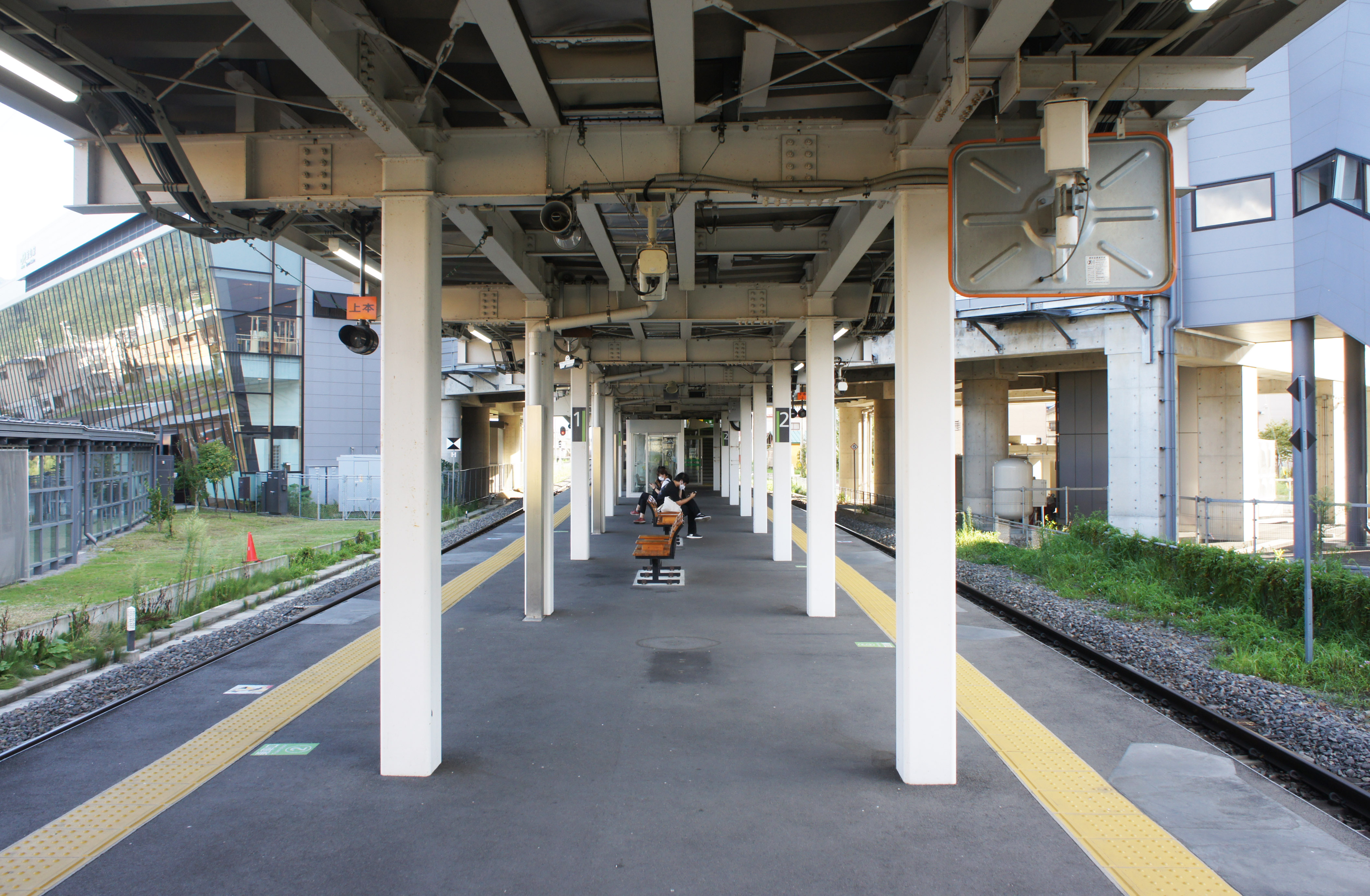
在来線ホーム（2021年8月）

### 旧駅舎の駅構造
旧駅舎は現駅舎北側の越後川口方約300メートルの地点に位置していた。地平部に島式ホーム1面2線を有する地上駅で、ホーム長は130メートルを有し、線路東側の駅舎とは1番線側に設けられた構内踏切で連絡していた。構内にはJR東日本長野支社の飯山線を統括する組織として飯山線営業所が置かれていたが、支社内の組織改編に伴い2012年（平成24年）4月1日付けで廃止された。
「寺のまち飯山」をアピールするため、駅舎には寺社風の装飾が施されていた。またホーム上には鐘楼「七福の鐘」が建立されていた。この七福の鐘は1985年（昭和60年）11月、国鉄長野鉄道管理局（現在のJR東日本長野支社）が実施していた「一駅一名物運動」の一環で、長鉄局側が当時の飯山市商工会（現在の飯山商工会議所の前身）に対し「寺のまちにふさわしいシンボルを設けたい」と提案し、同商工会により建立されたもので、名称は一般公募により決定した。鐘楼は高さ約5メートル、釣鐘は直径約60 cm、重さ約280 kgを有した。また、ホーム上では毎年大晦日から元日にかけてJR長野支社と市、飯山商議所が主催する恒例行事「七福の鐘つき二年参り」が、2014年（平成26年）の年明けまで開かれていた。なお、七福の鐘は、現駅舎の在来線ホームが曲線状になっており、設置場所が確保できないことなどから、駅近くの「雪と寺の町シンボル広場」への移設を予定している。
そのほか、飯山線の前身である飯山鉄道敷設に尽力したとされる五島慶太を讃える顕彰碑が建立されていた。この顕彰碑はその後、新駅舎の南口広場に移設された。
移転工事後に旧駅舎は解体され、跡地には市街地を東西に横断する長野県道97号飯山斑尾新井線のバイパス（都市計画道路斑尾線）が建設された。しかし、駅当時の交換施設は残っており、機関車の留置などに現在も使用されている。

#### 移設前ののりば
| 番線 | 路線    | 方向 | 行先                     |
| ---- | ------- | ---- | ------------------------ |
| 1    | ■飯山線 | 上り | 豊野・長野方面           |
| 2    | ■飯山線 | 下り | 戸狩野沢温泉・十日町方面 |

駅舎移設前の飯山駅の画像
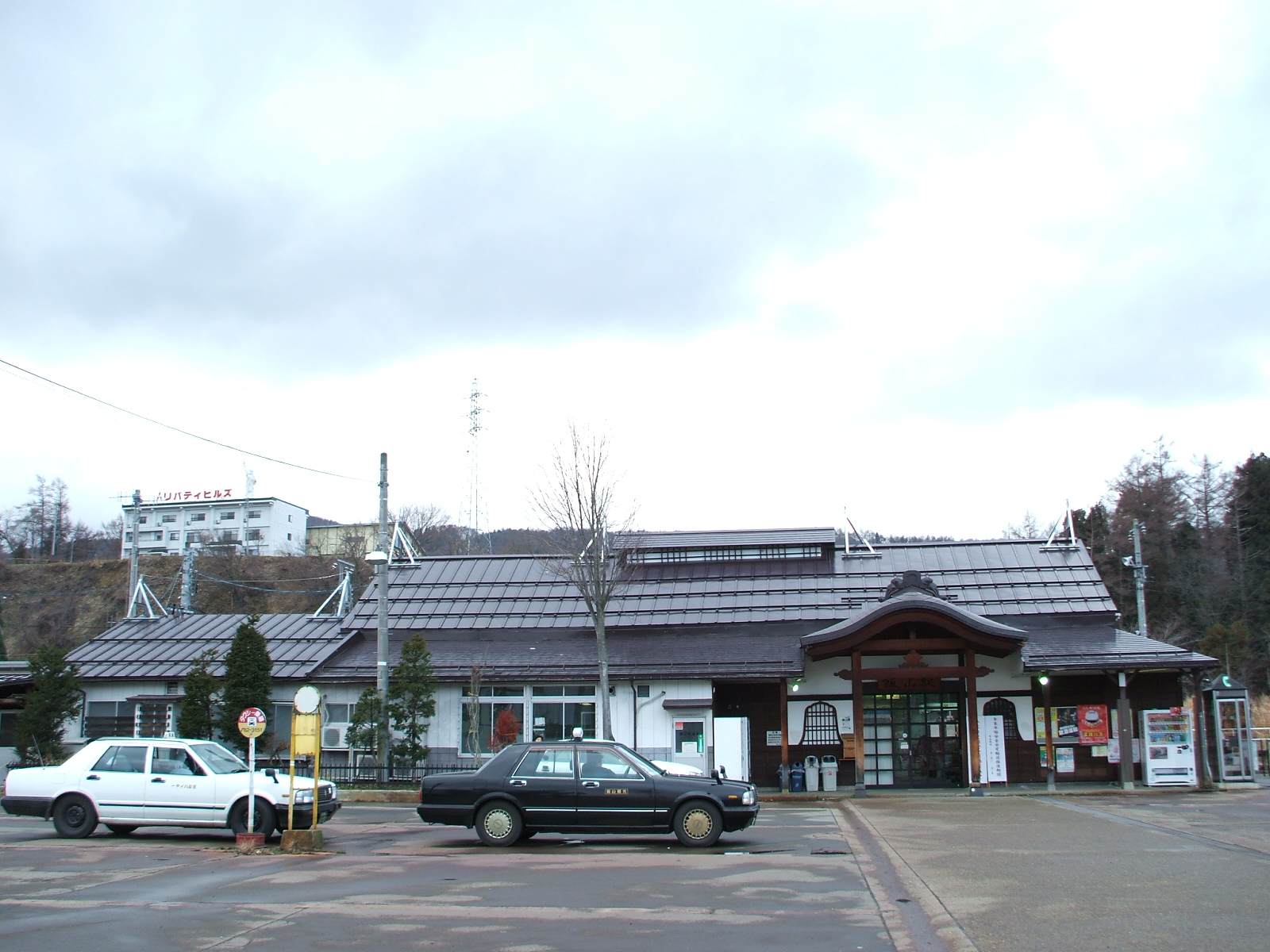
2014年11月8日まで使用された飯山駅駅舎（2006年12月）
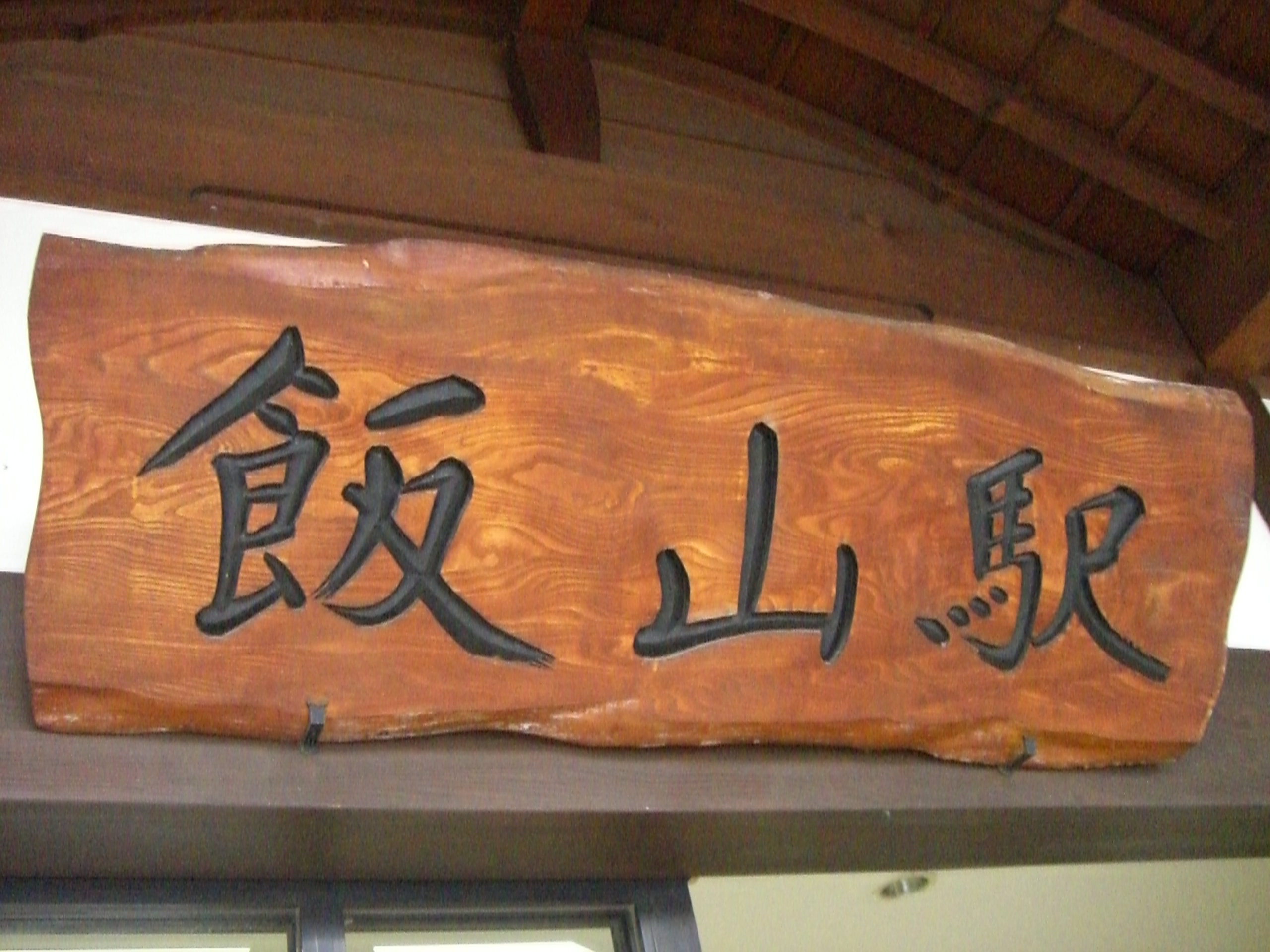
旧駅舎入口に掲出されていた駅看板（2007年8月）
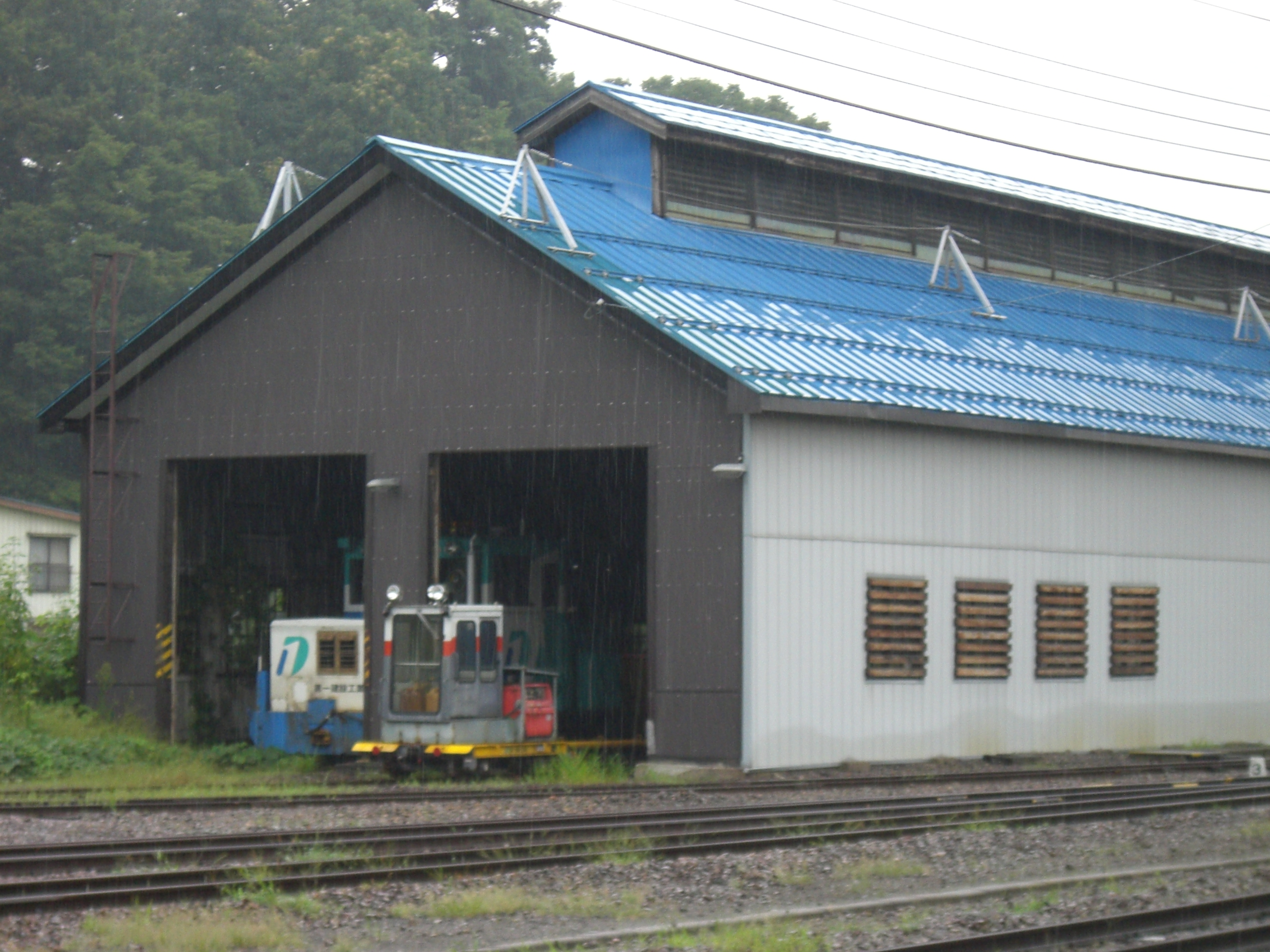
駅舎移設前のホーム北側にあった車庫（2007年8月）
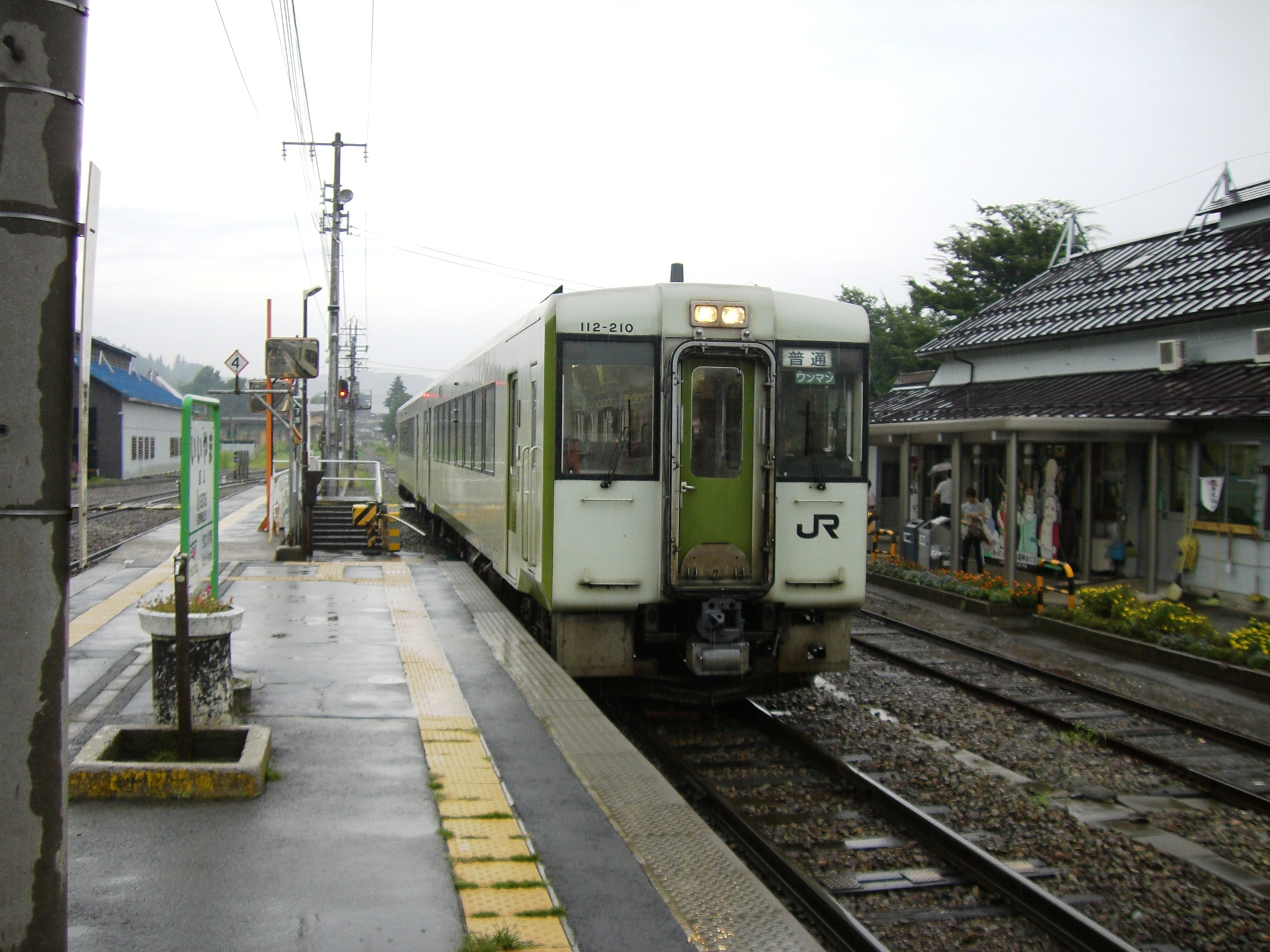
旧ホームに入線する飯山線列車と旧駅舎（2007年8月）
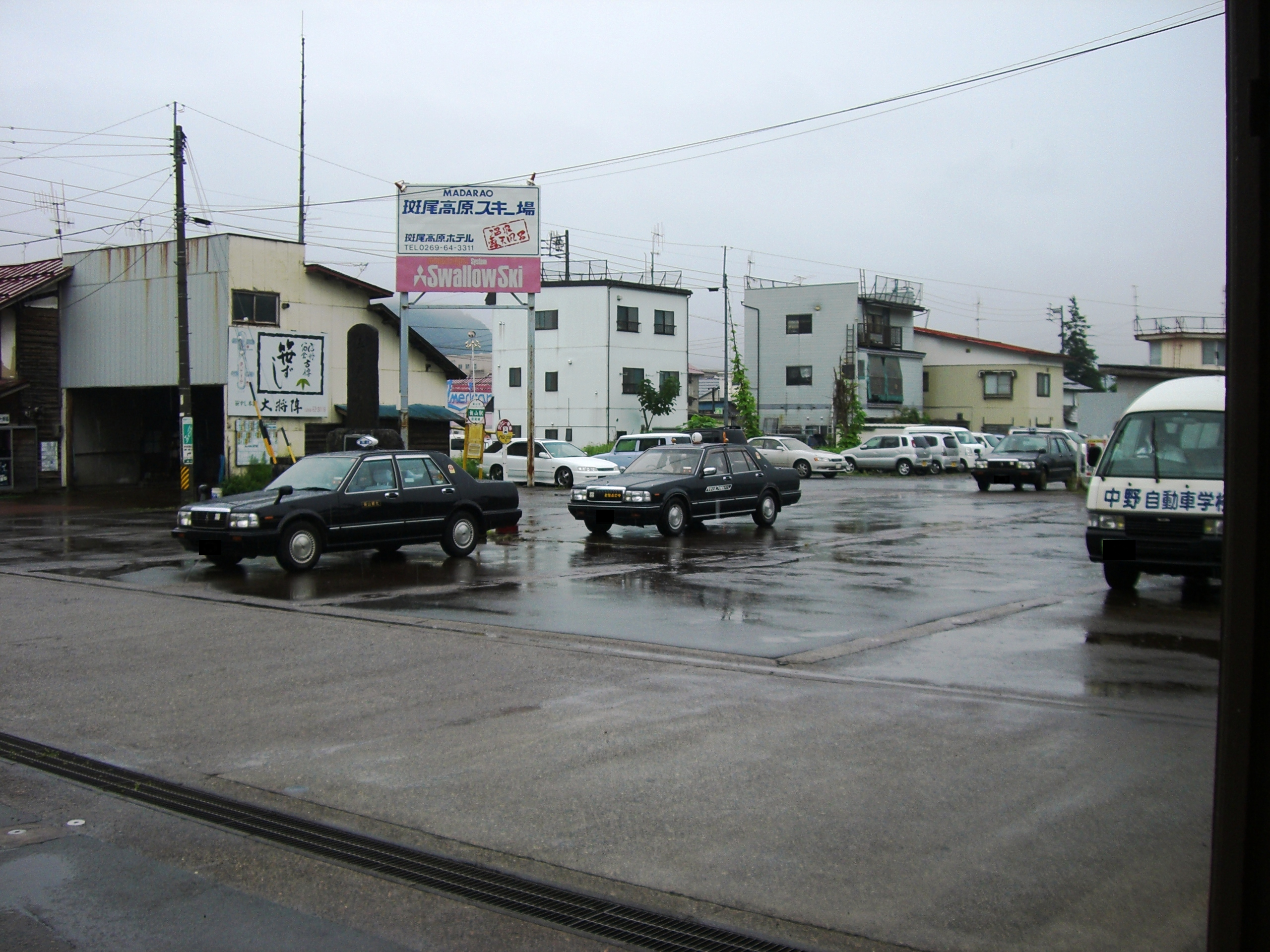
駅舎移設前の駅前広場（2007年8月）

### 発車メロディ
当駅の新幹線ホームでは、近隣の豊田村（現・中野市）出身の高野辰之が作詞した唱歌『ふるさと』が発車メロディとして使用されており、11番線では曲の前半が、12番線では曲の後半が流れる。メロディはスイッチの制作で、編曲は福嶋尚哉が手掛けた。
| 11 | ■ | ふるさと（前半Ver.） |
| 12 | ■ | ふるさと（後半Ver.） |

## 駅前広場
駅舎は新幹線と飯山線が斜交する位置に所在することから、駅出入口は北東側の千曲川口、西側の斑尾口、南東側の南口の3箇所が設置されている。千曲川口は駅舎移転時から、斑尾口と南口は新幹線開業時からそれぞれ供用を開始している。
出入口の愛称は市が実施した公募により決定したもので、千曲川口は駅東側を流れる千曲川に、斑尾口は駅西側にそびえる斑尾山に因んで命名された。
なお、これら一連の駅周辺整備事業は飯山市が、駅舎移設事業は市と長野県がJR東日本に事業を委託し費用を負担してそれぞれ実施しており、駅舎移設事業費25億7000万円余りのうち7割を飯山市が負担している。また南口は特に愛称がない。

### 千曲川口
千曲川口は駅舎北東側に位置している。駅舎移設時から暫定供用を開始した千曲川口広場には、バス停留所兼待機場（現在の4番のりばで5台収容可能）やタクシーのりば兼待機場（6台収容可能）などがロータリー内に設置されるとともに、千曲川口正面と飯山駅前交差点の間を直進経路で結ぶ歩行者用通路の供用が開始された。
工事の進展に伴い、2014年（平成26年）12月20日から一般車の乗り入れが可能になり、送迎のための一般車両乗降・待機場が設置された。また、路線バス用の正規のバス乗り場（3箇所）の供用を開始した。広場内の車道は右回りの一方通行となっている。
飯山市では飯山線利用者向けの駐車場と駐輪場を設置しており、3箇所の駅前広場が施工中であった際は、千曲川口広場向かい側に60台分、新幹線高架沿いに2箇所・計35台分の臨時駐車場を、千曲川口広場向かい側に100台分の臨時駐輪場をそれぞれ設置していたが、後述する斑尾口の市営駐車場・駐輪場の使用開始に伴い、これらは閉鎖された。
新幹線開業後、新たに道路を挟んだ駅前広場の向かい側の高架下に臨時駐輪場が設置された。

千曲川口駅前広場の画像（2015年9月）
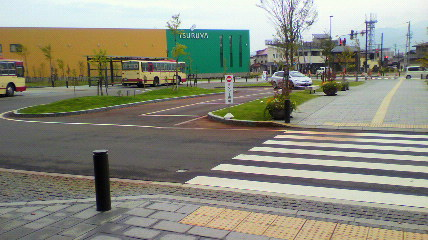
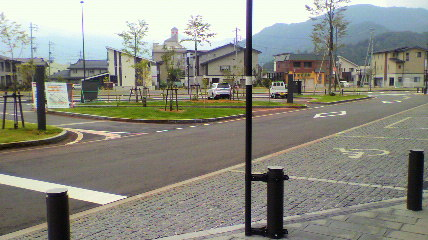

### 斑尾口
斑尾口は駅舎西側に位置し、新幹線開業時に供用を開始した。
駅舎2階のコンコースから飯山線西側へ渡った位置に駅前広場が設けられ、駅舎と地平部の間は飯山市が設置する階段で連絡する。なおバリアフリー対策としてエレベーター1基が設置されている。
飯山市では駅利用者向けの駐車場と駐輪場を設置しており、駅前広場隣の平面駐車場に73台分、立体駐車場に409台分の駐車スペースを設けている。これらは、1時間以内の利用は無料となっている。また、大型バス・マイクロバス用の団体バス乗降場も設置され、30分以内であれば使用可能となっている。

### 南口
南口は前述の千曲川口と駅舎1階の自由通路を挟んで対になる駅舎南東側に位置する。斑尾口と同様に新幹線開業時に供用を開始しており、駅舎1階に出入口が設けられている。

## 利用状況
JR東日本によると、2023年度（令和5年度）の1日平均乗車人員は981人である。また、新幹線の1日平均乗車人員は617人である。
2000年度（平成12年度）以降の推移は以下のとおりである。
| 1日平均乗車人員推移 | 1日平均乗車人員推移 | 1日平均乗車人員推移 | 1日平均乗車人員推移 | 1日平均乗車人員推移 | 1日平均乗車人員推移 | 1日平均乗車人員推移 | 1日平均乗車人員推移 | 1日平均乗車人員推移          |
| 年度                | 計                  | 計                  | 計                  | 新幹線              | 新幹線              | 新幹線              | 新幹線              | 出典                         |
| 年度                | 定期外              | 定期                | 合計                | 定期外              | 定期                | 合計                | 前年度比            | 出典                         |
| ------------------- | ------------------- | ------------------- | ------------------- | ------------------- | ------------------- | ------------------- | ------------------- | ---------------------------- |
| 2000年（平成12年）  |                     |                     | 723                 | 未開業              | 未開業              | 未開業              | 未開業              | [ 利用客数 2 ]               |
| 2001年（平成13年）  |                     |                     | 678                 | 未開業              | 未開業              | 未開業              | 未開業              | [ 利用客数 3 ]               |
| 2002年（平成14年）  |                     |                     | 678                 | 未開業              | 未開業              | 未開業              | 未開業              | [ 利用客数 4 ]               |
| 2003年（平成15年）  |                     |                     | 705                 | 未開業              | 未開業              | 未開業              | 未開業              | [ 利用客数 5 ]               |
| 2004年（平成16年）  |                     |                     | 670                 | 未開業              | 未開業              | 未開業              | 未開業              | [ 利用客数 6 ]               |
| 2005年（平成17年）  |                     |                     | 636                 | 未開業              | 未開業              | 未開業              | 未開業              | [ 利用客数 7 ]               |
| 2006年（平成18年）  |                     |                     | 622                 | 未開業              | 未開業              | 未開業              | 未開業              | [ 利用客数 8 ]               |
| 2007年（平成19年）  |                     |                     | 606                 | 未開業              | 未開業              | 未開業              | 未開業              | [ 利用客数 9 ]               |
| 2008年（平成20年）  |                     |                     | 612                 | 未開業              | 未開業              | 未開業              | 未開業              | [ 利用客数 10 ]              |
| 2009年（平成21年）  |                     |                     | 597                 | 未開業              | 未開業              | 未開業              | 未開業              | [ 利用客数 11 ]              |
| 2010年（平成22年）  |                     |                     | 572                 | 未開業              | 未開業              | 未開業              | 未開業              | [ 利用客数 12 ]              |
| 2011年（平成23年）  |                     |                     | 577                 | 未開業              | 未開業              | 未開業              | 未開業              | [ 利用客数 13 ]              |
| 2012年（平成24年）  | 204                 | 372                 | 577                 | 未開業              | 未開業              | 未開業              | 未開業              | [ 利用客数 14 ]              |
| 2013年（平成25年）  | 208                 | 401                 | 609                 | 未開業              | 未開業              | 未開業              | 未開業              | [ 利用客数 15 ]              |
| 2014年（平成26年）  | 244                 | 344                 | 588                 | 未開業              | 未開業              | 未開業              | 未開業              | [ 利用客数 16 ]              |
| 2015年（平成27年）  | 652                 | 359                 | 1,012               | 479                 | 25                  | 504                 |                     | [ 利用客数 17 ] [ 新幹線 2 ] |
| 2016年（平成28年）  | 649                 | 325                 | 975                 | 484                 | 35                  | 519                 |                     | [ 利用客数 18 ] [ 新幹線 3 ] |
| 2017年（平成29年）  | 663                 | 327                 | 990                 | 506                 | 43                  | 550                 |                     | [ 利用客数 19 ] [ 新幹線 4 ] |
| 2018年（平成30年）  | 669                 | 330                 | 999                 | 511                 | 56                  | 567                 |                     | [ 利用客数 20 ] [ 新幹線 5 ] |
| 2019年（令和元年）  | 603                 | 358                 | 961                 | 457                 | 74                  | 531                 |                     | [ 利用客数 21 ] [ 新幹線 6 ] |
| 2020年（令和02年）  | 258                 | 376                 | 635                 | 175                 | 105                 | 281                 | −47.1%              | [ 利用客数 22 ] [ 新幹線 7 ] |
| 2021年（令和03年）  | 351                 | 368                 | 719                 | 260                 | 101                 | 361                 | 28.6%               | [ 利用客数 23 ] [ 新幹線 8 ] |
| 2022年（令和04年）  | 532                 | 359                 | 892                 | 418                 | 110                 | 529                 | 46.4%               | [ 利用客数 24 ] [ 新幹線 9 ] |
| 2023年（令和05年）  | 650                 | 330                 | 981                 | 515                 | 102                 | 617                 | 117.1%              | [ 利用客数 1 ] [ 新幹線 1 ]  |

## 駅周辺

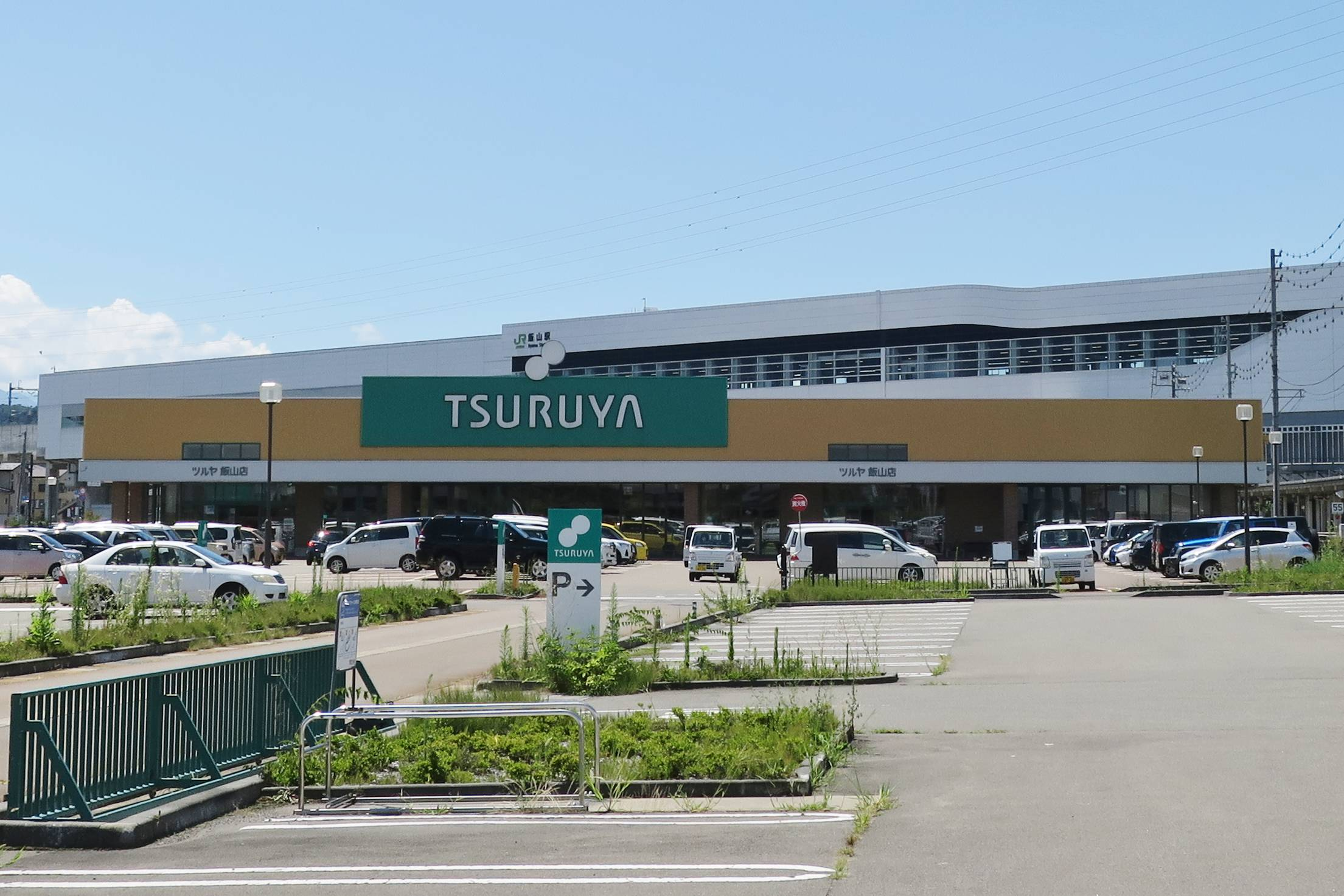
飯山駅前のスーパーマーケット「ツルヤ飯山店」（千曲川口）

周辺は飯山市の中心市街地となっている。

### 千曲川口側
- 飯山赤十字病院
- 雪と寺の町シンボル広場
- 飯山警察署
- 国道117号
- 千曲川
- 綱切橋
- 飯山市役所

### 斑尾口側
- 市立飯山図書館
- 斑尾山・斑尾高原 - 斑尾高原へ向かう有料の路線バス・急行バスは、千曲川口にあるバスのりばから発車する[31]。

### 南口側
- 飯山新町簡易郵便局
- 飯山市立城南中学校

## バス路線
千曲川口広場内に「飯山駅」停留所があり、市街地や駅周辺の観光地への路線バス・急行バスのほか、関西方面への高速バスが発着している。また、それ以外にも飯山市のデマンドタクシー「菜の花タクシー」、および木島平村のデマンド交通「ふう太号」が発着している（事前に電話予約が必要）。
かつては4番のりばにスノーシェルターが設置されていなかったが、2016年（平成28年）10月から12月にかけて新設工事が行われた。
なお、2014年（平成26年）11月9日の駅舎移設以前は、当時の駅前広場内の飯山駅停留所と駅前の道路を渡った先の飯山駅前停留所の2か所に分散していた。前者には飯山市コミュニティバスが、後者には長電バスと菜の花バスがそれぞれ発着していた。
| のりば | 運行事業者             | 路線・行先 | 備考 | 出典                      |
| ------ | ---------------------- | --- | --- | ------------------------- |
| 1      | 飯山市コミュニティバス | 斑尾線：斑尾高原ホテル | | [ 32 ] [ 報道 17 ]        |
| 1      | 菜の花バス             | 市街地循環線 | 土曜・休日と12月29日 - 1月3日は運休 | [ 32 ] [ 報道 17 ]        |
| 1      | 長電バス               | - 急行 飯山駅 - 斑尾高原 - タングラム線：斑尾高原・タングラム斑尾 - NOTOMAバス：斑尾高原ホテル                                                                              | - 「飯山駅 - 斑尾高原 - タングラム線」は季節運行 - 「NOTOMAバス」は冬季のみ運行                                                                                   | [ 35 ] [ 36 ] [ 報道 17 ] |
| 2      | - 長電バス - 南海バス  | 高速「京都・大阪／USJ・神戸線」：USJ | | [ 36 ] [ 37 ] [ 報道 17 ] |
| 2      | 長電バス               | - 急行「志賀高原線」：蓮池・奥志賀高原ホテル／野沢グランドホテル - 急行「飯山北志賀高原線」：竜王スキー場 - NOTOMAバス：野沢温泉中央ターミナル - 野沢線：野沢グランドホテル | 「飯山北志賀高原線」「NOTOMAバス」は冬季のみ運行 | [ 35 ] [ 36 ] [ 報道 17 ] |
| 3      | 長電バス               | - 急行「戸狩温泉スキー場線」：二ツ宮 - 合庁線：中野駅 - 中野木島線：中野駅・立志館高校 - 小境線：戸狩野沢温泉駅 - 温井線：温井・土倉・柄山                                  | - 「戸狩温泉スキー場線」は冬季のみ運行 - 「合庁線」は土曜・休日と12月29日 - 1月3日は運休 - 「小境線」は土曜・休日と12月29日 - 1月3日および8月13日 - 8月16日は運休 | [ 35 ] [ 36 ] [ 報道 17 ] |
| 4      | のざわ温泉交通         | 野沢温泉ライナー：野沢温泉 | | [ 報道 17 ]               |
| 4      | 木島平村               | 木島平村シャトル便：木島平村観光交流センター・スノーリゾートロマンスの神様スキーセンター                                                                                    | | [ 36 ] [ 報道 17 ]        |

## 隣の駅
東日本旅客鉄道（JR東日本）
 北陸新幹線
長野駅 - 飯山駅 - 上越妙高駅
■飯山線
- 臨時快速「おいこっと」停車駅

蓮駅 - 飯山駅 - 北飯山駅

### 記事本文